# Granulit

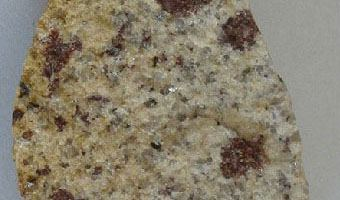
Một mẫu đá biến chất tướng granulit có thành phần felsic với các ban tinh granat.

Granulit là một loại đá biến chất hạt trung đến thô, nó được thành tạo trong quá trình biến chất nhiệt độ cao, thành phần của yếu là feldspar, đôi khi cộng sinh với thạch anh và các khoáng vật sắt-magnesi ngậm nước, với kiến trúc granoblastic và kiến trúc gneiss đến dạng khối. Chúng là một đối tượng quan nghiên cứu quan trọng của các nhà đia chất vì loại granulit cho biết các mẫu đó thuộc phần sâu của vỏ lục địa. Một số granulit trải qua quá trình giãn nén ở dưới sâu trong lòng đất đến lớp vỏ nông hơn ở nhiệt độ cao; các loại khác thì lạnh đi trong khi vẫn ở độ sâu lớn trong lòng đất.

## Tướng granulit
Tướng granulit được xác định bởi nhiệt độ thấp hơn ranh giới 700 +/− 50 °C và áp suất trong khoảng 5–15 kb. Tổ hợp khoáng vật phổ biến nhất của tướng granulit bao gồm plagioclase, feldspar kali chứa đến 50% albit và pyroxen giàu Al2O3.
Sự chuyển đổi giữa tướng amphibolit và granulit được xác định từ các phản ứng cùng cấp sau:
amphibole -> pyroxen + H2O
biotit -> K-feldspar + granat + orthopyroxen + H2O.
Phụ tướng Hornblend granulit là khu vực chuyển tiếp cùng tồn tại của các khoáng vật sắt-magnesi ngập nước và khan, vì vậy ở trên phản ứng cùng cấp như trên với phụ tướng pyroxen granulit – các tướng có tổ hợp khoáng vật hoàn toàn là khan.